# Huaibei
Huaibei (淮北 ; pinyin : Huáiběi) est une ville du nord de la province de l'Anhui en Chine.

## Culture

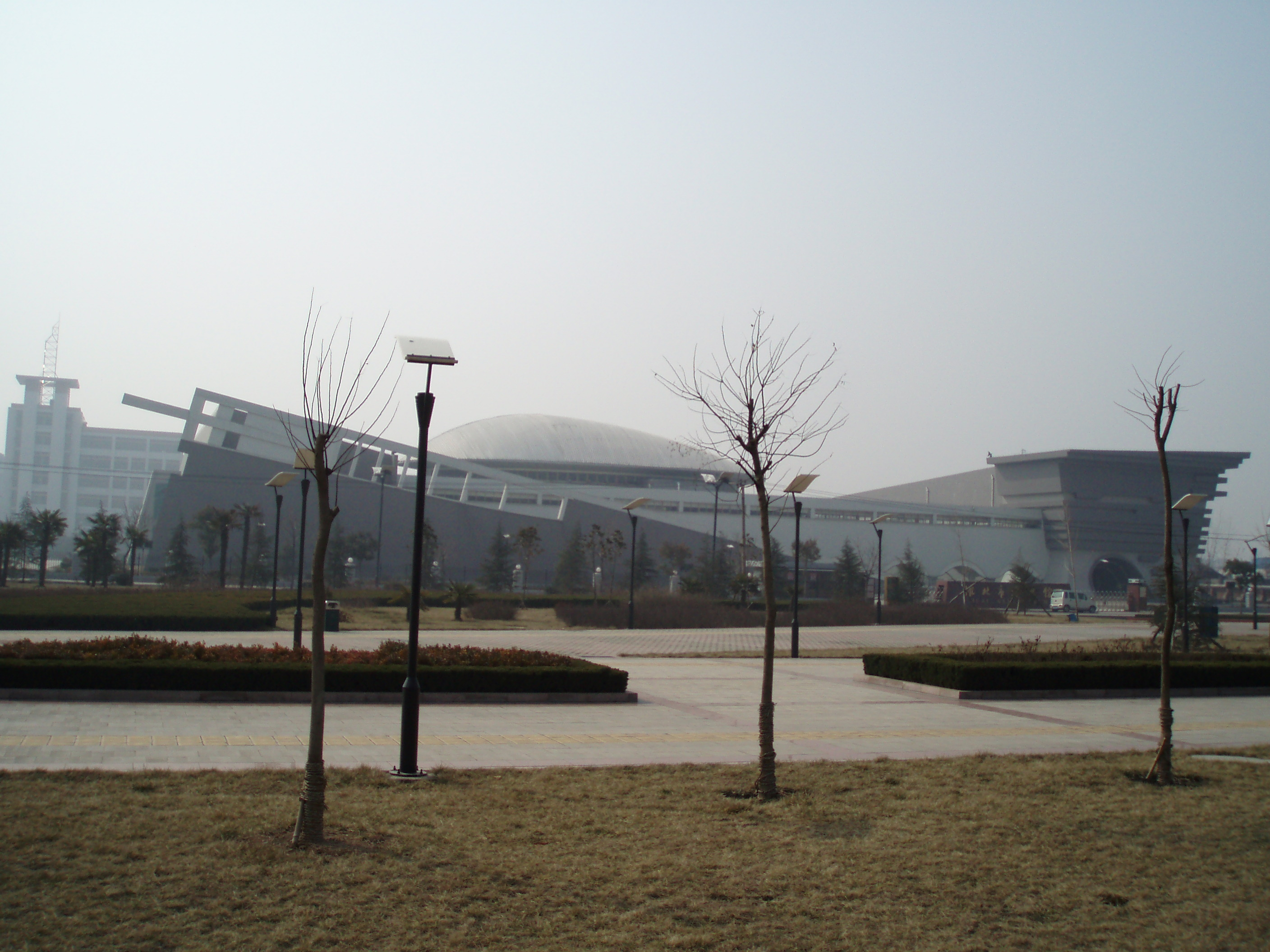
Le musée de Huaibei.

## Subdivisions administratives
La ville-préfecture de Huaibei exerce sa juridiction sur quatre subdivisions - trois districts et un xian :
- le district de Xiangshan - 相山区 Xiàngshān Qū ;
- le district de Duji - 杜集区 Dùjí Qū ;
- le district de Lieshan - 烈山区 Lièshān Qū ;
- le xian de Suixi - 濉溪县 Suīxī Xiàn.